# Syndrome du bâtiment malsain
Le syndrome du bâtiment malsain (SBM) ou en anglais : Sick Building Syndrome (SBS) est, dans le domaine de la santé environnementale et de la santé au travail, un syndrome décrivant une combinaison de symptômes ou de maladies médicalement inexpliquées et associées à un lieu construit.

Ce syndrome est parfois assimilé aux maladies émergentes et est devenu un problème fréquemment traité par la médecine du travail. La perception du problème d'hypersensibilité aux polluants chimiques par la médecine et les pratiques des médecins évoluent également.
Il est différent du concept de Building-Related Illness (BRI) dans lequel les symptômes sont imputés à une cause identifiée et spécifique.

## Lieux concernés
Il peut s'agir :
- d'un lieu de travail ; immeuble de bureaux, ateliers, entrepôts ;
- du domicile : maison, appartement[3] ;
- d'un lieu d'apprentissage : école maternelle ou primaire, collège, lycée, université, salle de sport, etc. ;
- d'un lieu de soin : hôpital, maison de retraite… ;
- d'un lieu d'accueil et de passage : hôtel, hall de gare, aérogare et autre espace public fermé ;
- d'un lieu de loisir ou de culture : cinéma, théâtre, musée, etc.

## Définitions
Ce syndrome, décrit dès les années 1970, semble souvent lié au caractère neuf des bâtiments et peut-être donc être associé aux matériaux, colles, agencements et nouveaux usages ou systèmes les concernant : En 1984, un rapport de l'Organisation mondiale de la santé estimait que ce syndrome prenant localement l'apparence d'épidémies touchait jusqu'à 30 % des bâtiments nouvellement construits dans le monde. La promiscuité favorisant certaines contagions peut parfois aussi être en cause (les écoles sont particulièrement connues pour être des lieux de contagion (ex. : Legionella, Fièvre de Pontiac, Fièvre Q et grippe) et de diffusion des épidémies). 
Le SBM peut apparaître dans des immeubles conformes à toutes les normes existantes.
Il n'existe pas encore de définition normalisée ou universelle de ce syndrome. Ainsi l'Institut universitaire romand de Santé au Travail (l'IST) estime qu'il y a un problème quand au moins 25 à 30 % du personnel déclare des problèmes de type irritatif. Pour l'organisation mondiale de la santé (OMS), il s'agit d'un tableau clinique non stéréotypé pouvant être ressenti par des travailleurs dans des immeubles à usage de bureau.
Ce syndrome comporte aussi une dimension socio-psychologique, pouvant générer une anxiété qui en aggrave les effets. Cette dimension a été souvent mise en avant dans les années 1980-1990, quelques auteurs estimant qu'il pouvait exister une part prédominante d'hystérie collective, avant que des preuves médicales et physiologiques ne confirment l'existence du syndrome, au moins pour les aspects allergies et chimiosensibilité. La question de l'hypersensibilité aux ondes et champs électriques est encore controversée. 

La hiérarchie, la médecine du travail ou le propriétaire du bâtiment, comme les autorités sanitaires, sont souvent gênés pour traiter ce problème souvent d'abord dénoncé par les occupants ou usagers eux-mêmes, parfois accompagné des syndicats. 

Un syndrome proche peut se déclarer dans certains habitacles (avions, trains, voiture, habitacle de bateau, etc.), qui peut aussi aggraver le sentiment de claustrophobie chez ceux qui y sont sensibles.

## Enjeux
Les humains passent de plus en plus de temps dans une atmosphère confinée, à leur domicile, dans des véhicules (individuels, partagés ou transports en commun), puis au bureau ou sur d'autres lieux de travail. 

Or, dans le même temps : dans les régions froides, tempérées et chaudes - pour des raisons d'économies d'énergie - les bâtiments tendent à être de plus en plus « étanches » à l'air extérieur. Depuis quelques décennies, des milliers de produits chimiques ont été disséminés dans l'environnement et les matériaux de construction, et largement diffusés, sans études d'incidence environnementale ou sanitaire, induisant une augmentation régulière des allergies et hypersensibilités à certains produits. 
La qualité de vie est donc de plus en plus dépendante de la qualité de l'environnement intérieur. 

Enfin, les baisses de rendement d'apprentissage (en milieu scolaire ou professionnel) ou de travail, et problèmes de santé au travail sont source de coûts et de souffrances qui pourraient être évitées pour la société et les entreprises.

## Diagnostic
Il se fait par exclusion des autres causes potentielles; généralement sur la base d'un questionnaire soumis au personnel voire aux autres usagers du bâtiment, suivi d'un second questionnaire plus précis aux personnes se plaignant de symptômes et à celles qui n'en ont pas déclarés (pour détecter d'éventuelles causes jusque-là non détectées). Cette étape peut être suivie d'entretiens individualisés avec - le cas échéant - examen clinique pour les personnes les plus touchées, avant expérimentations de solutions adaptées.

Des bureaux d'études, des laboratoires ou des personnels spécialisés peuvent parfois accompagner ce type de démarche.
Les symptômes sont non spécifiques et hétérogènes, comprenant notamment des problèmes d'irritation de la peau et/ou des muqueuses (nez, gorge) et des yeux, des maux de tête, une fatigue anormale, des troubles de la concentration, une difficulté à respirer (asthme, toux chroniques, éternuements, etc.).

## Prévalence
La prévalence de ce syndrome semble augmenter :

Au début des années 2000, dans les pays industrialisés et riches, environ 50 % des salariés travaillaient dans des immeubles de bureaux et de 20 à 30 % de ce groupe de travailleurs faisaient état de symptômes suggérant la prévalence du syndrome des bâtiments malsains.

### Causes
De nombreuses causes ont été avancées, surtout liées à des contaminants chimiques et biologiques, provenant de l'air urbain et/ou des matériaux du bâtiment lui-même, du mobilier, des produits d'entretien, ou de produits apportés par les occupants eux-mêmes. 

La plupart des auteurs ou rapports estiment que ce syndrome serait principalement dû à une mauvaise qualité de l'air intérieur. Il est démontré qu'une densité anormalement élevée de spores de moisissures, souvent associés à une humidité excessive ou à des phénomènes de condensation, ou à la présence de matières organiques dégradées par des champignons/moisissures est source de réponses inflammatoires et de problèmes pulmonaires. Le mal-être peut être aggravé par l'aérosolisation des mycotoxines d'espèces de champignons comme Penicillium brevicompactum (en), Aspergillus versicolor et Stachybotrys chartarum qui prolifèrent sur les papiers peints (sources de cellulose pour ces espèces cellulolytiques) en raison d'une mauvaise ventilation, d'une forte isolation thermique (cas des constructions modernes) ou d'une source permanente d'humidité (vapeur libérée par les cafetières à dosette ou à capsule),. 

L'exposition au CO2 dans l'air intérieur, à partir de 800 ppm, est corrélée à une augmentation de fréquence des irritations oculaires et bronchiques.

De nombreux matériaux susceptibles d'avoir été utilisés dans la construction relarguent des composés allergènes, irritants ou toxiques, parfois durant des décennies, ou après des décennies quand ils se dégradent.

Le problème est de plus en plus considéré comme multifactoriel, c'est-à-dire associant plusieurs causes agissant en synergie. 
Des fuites dans les VMC et le transport de poussières, nanoparticules et gaz émis par les véhicules à l'extérieur du bâtiment, d'autres systèmes d'air conditionné ou de chauffage par air pulsé sont souvent cités, ainsi qu'un air trop sec, associé au dégazage de certaines molécules toxiques par les matériaux de construction (composés organiques volatils, colles). 
Par exemple, de l'ozone ou des solvants dégagés par certains matériels électriques de bureau (photocopieuses…) peut interagir avec d'autres gaz ou des particules. Les lampes halogènes émettant des UV peuvent se comporter comme des « réacteurs photochimiques », notamment en présence de la fumée de cigarette.
D'autres phénomènes sont souvent mis en cause, et pourraient agir synergiquement entre eux ou avec d'autres sources (liste non hiérarchisée) :
- un éclairage artificiel médiocre ou inapproprié ou mal orienté, ainsi que le non-accès à la lumière naturelle du soleil sont également souvent cités ;
- de discrètes variations de la pression de l'atmosphère confinée, inconsciemment perçues par l'oreille interne qui pourrait en être perturbée. Ces variations proviennent par exemple des mises en route ou accélérations de la climatisation à air pulsé (dépression/pression induite par la VMC) qui interagissent avec celles des courants d'air (par exemple induits par des ouvertures de portes distantes), ou encore avec l'effet venturi (important dans les bâtiments de grande hauteur) ou avec les phénomènes de pression/dépression induits par les montées et descentes rapides d'ascenseurs dans leurs cages, notamment dans les tours ou bâtiments élevés ;
- des émanations distantes de chaudières (au charbon ou au fioul en particulier) ou de fuites de carburant ayant pu imbiber le sol ou des murs ;
- la motorisation et le graissage de l'ascenseur pourraient aussi contribuer à la pollution de l'air intérieur de certains bâtiments ;
- le tabagisme (quand il n'est pas interdit de fumer ou que cette interdiction n'est pas respectée) ;
- la récupération par le système de climatisation de gaz issus de chaudières ou de parkings ;
- certaines fragrances ;
- une contamination microbienne ou par des acariens des systèmes de VMC ou filtres insuffisamment souvent changés ;
- une mauvaise acoustique (réverbération, propagation de vibrations et d'ultrasons ou d'infrasons)[13] ;
- un mobilier mal conçu et des émanations d'équipements de chauffage, ou d'équipements électriques de bureau (imprimantes, photocopieuses, ordinateurs neufs, etc.) ;
- une mauvaise ergonomie rendant l'aération ou le nettoyage difficile ;
- contamination chimiques, physiques ou biologiques ;
- des chocs thermiques que la climatisation ne peut réguler qu'avec retard (en particulier dans les bureaux à grande surface vitrée, qui peuvent de plus générer un effet de paroi froide ou chaude, provoquant l'inconfort de ceux qui travaillent près de ces fenêtres, même si la masse d'air du bureau est convenablement chauffée.

## Mesures correctrices
Exceptionnellement, chez des personnes sensibles, ou sensibilisées, ou très exposées à ce type de risque, des difficultés respiratoires sérieuses (asthmatiformes, œdème), et/ou des réactions allergiques urticaire, jusqu'au choc anaphylactique peuvent survenir.
Les symptômes sont souvent traités a posteriori (après la construction) par exemple en forçant la ventilation, ce qui peut induire un gaspillage d'énergie. 
- L'introduction de la notion de « qualité environnementale » dans la construction permet une meilleure prise en compte de ces problèmes par les cahiers des charges et par les architectes. L'écoconception du bâtiment et des meubles et accessoires de travail devrait réduire ces syndromes, à condition que l'air extérieur soit sain ou convenablement filtré, et que la gestion du bâtiment fasse également l'objet de pratiques saines (entretien et réparation avec des produits et matériaux doux et sûrs pour la santé et l'environnement et ne favorisant pas les moisissures)[15].
- Dans les lieux où un grand nombre de personnes sont réunies (salle de classe, salle informatique, salle d'activités sportives ou salle d'activités de loisir, etc.), le taux de CO2 est susceptible de rapidement augmenter (fréquemment plus de 25 % du temps de classe avec plus de 1 000 ppm de CO2, voire plus[16]) ; une ventilation asservie à un système de détection de l'élévation du taux de CO2 améliore alors significativement les problèmes de maux de tête et de fatigue[17]. L'air est également alors perçu comme de meilleure qualité[17]. C'est un des progrès que la domotique pourrait faire.
- Dans ces mêmes lieux, de nombreux allergènes sont retrouvés dans l'air[18]. Dans les pays industrialisés, en classe, ils sont présents en quantité plutôt moindre qu'à la maison, mais les élèves sensibles y sont éventuellement moins bien protégés[18]. La quantité d'allergène (d'origine féline, canine ou équine notamment[16]) dans l'air augmente également fortement au fur et à mesure que les heures passent, même quand la ventilation répond à des normes exigeantes (normes suédoises par exemple)[16]. Une explication semble être que les forces électrostatiques fixent les allergènes sur les vêtements ou certains matériaux synthétiques[17]. Une attention devrait être portée à cette question[17], avec par exemple un nettoyage plus fréquent des sols et des tapis, tout en évitant les moquettes et substrats accumulant les poussières ou en produisant (ciments pulvérulents…). Il convient aussi de vérifier que les prises d'air ne soient pas positionnées près d'une source de pollution. Enfin, comme les allergènes sont introduits dans les salles à partir de l'extérieur ou du milieu familial, certains auteurs proposent d'utiliser des vêtements différents à la maison et à l'école[16] (uniforme scolaire ou non), à condition que le changement de vêtements ne se fasse pas lui-même dans une pièce favorisant la redispersion de ces allergènes.
- Dans les lieux de travail et scolaires, l'hygiène de vie, et notamment la qualité de l'alimentation peuvent aussi améliorer la situation en diminuant la sensibilité allergique des enfants[16].

## Symptômes
Les occupants de l'immeuble ou de la partie de l'immeuble touchée, ainsi parfois que certains invités (dans une salle de réunion par exemple) se plaignent de symptômes sensoriels tels que :
- irritations des yeux (sensation d'yeux secs ou brûlants et larmoyants) ;
- irritation du nez (avec sensation de muqueuses sèches ou sécrétions au contraire trop fluides) ;
- irritation de la gorge (raclements de gorge, avec ou sans toux, avec parfois difficulté à déglutir) ;
- peau sèche, démangeaisons cutanées, avec éventuels érythèmes, eczéma ;
- rarement : gêne ou trouble discret à l'audition ;
- nez bouché ou gêne à respirer par le nez, plus rarement : sensation d'oppression de la poitrine et exceptionnellement : difficultés respiratoires sérieuses (asthmatiformes, œdème évoquant alors des réactions allergiques et un choc anaphylactique) ;
- modifications sensorielles plus subtiles tels qu'étourdissements, vertiges, difficulté à se concentrer ou à mémoriser, qui peuvent parfois faire évoquer l'effet neurotoxique ;
- problèmes de santé plus ou moins diffus et non spécifiques allant de maux de tête récurrents à des réactions d'hypersensibilité à une odeur ou impliquant le goût, une hypersensibilité à l'électricité (EHS) ou d'autres sens, en passant par la fatigue et l'apathie[19].

## Détection
Pour le médecin du travail, le personnel ou les habitants, la première alerte est souvent donnée par le constat d'une augmentation de l'incidence générale des maladies (augmentation de l'absentéisme ou des plaintes des employés), avec apparition, aggravation ou prolongation de la durée de symptômes chez certaines personnes plus sensibles. 

L'autre indice est que dans la plupart des cas, ces symptômes disparaissent rapidement quand les occupants quittent la pièce ou le bâtiment touché. Les malaises peuvent perdurer plus longtemps chez les personnes sensibles ou plus exposées, avec des effets sanitaires potentiels à long terme ne pouvant être ignorés.

Certains associent ce syndrome à celui d'intolérance environnementale idiopathique ; mauvais état général de santé, caractérisé par de nombreux symptômes et à des causes environnementales non précisément identifiées ou à celui d'hypersensibilité environnementale. Au Canada, en 2003, la polysensibilité chimique était en 2003 diagnostiquée par des médecins chez 2,4 % des plus de 12 ans. Une autre étude a conclu en 2005 que 3,6 % des infirmiers et infirmières exerçant au Canada étaient victimes d’hypersensibilité aux produits chimiques. Aux États-Unis, ce syndrome avait été diagnostiqué par un médecin chez 3,1 % des habitants d'Atlanta (Géorgie), alors que 6,3 % des californiens seraient touchés selon une enquête faite à grande échelle dans cet État. Là aussi, les femmes sont plus touchées que les hommes,.

## Conséquences fonctionnelles et économiques
Pour le propriétaire ou l'exploitant d'un «bâtiment malade», les symptômes se traduisent par une élévation du taux et de la durée des maladies et donc d'absentéisme, ainsi que par une baisse de productivité, un moindre plaisir des salariés à venir travailler (voire par des dépressions) et une baisse du  chiffre d'affaires.[réf. souhaitée]

## Traitements
Il passe généralement d'abord par une amélioration de la qualité de l'air intérieur. Quand la cause d'une allergie est connue, un traitement désensibilisant et/ou une modification de l'environnement de travail peuvent être proposés.
Certaines personnes semblent souffrir d'hypersensibilité à certains facteurs environnementaux.
- Dans les cas d'électro-sensibilité (personnes ne supportant pas certaines ondes électromagnétiques, et se disant hypersensibles au Wi-Fi ou aux antennes de téléphonie portable…), le « blindage électromagnétique » des câbles et appareils électrique de leur environnement, ou l'installation d'une cage de faraday leur sont parfois proposées.
- Dans les cas de chimio-sensibilité accrue, on cherche à réduire l'exposition aux substances chimiques source du problème quand on les connait, ou une filtration accrue de l'air est mise en place. Des aquariums, un mur d'eau ou des plantes épuratrices de l'air sont utilisés dans certains bâtiments, généralement associés à une stratégie préventive.

Le Pr Claude Roulet note qu'en Europe, selon deux études, même s'il existe des exceptions, en moyenne, moins un bâtiment consomme d'énergie tout en étant confortable, moindre est le nombre de gens qui se plaignent du syndrome du bâtiment malsain.

## Prévention
Parmi les nombreux conseils fournis par la littérature et les autorités de santé :
- veiller à ne pas favoriser l'apparition de moisissures (fuites d'eau, surfaces de condensation, nourriture abandonnée, etc.) et faciliter l'aération naturelle des zones à risque (locaux d'imprimerie, de photocopie, etc.), avec un entretien régulier des filtres et systèmes de ventilation artificielle quand ils existent (ils devraient donc aussi être régulièrement inspectés).  Préférer une ventilation douce aux mécanismes pulsant ou pompant d'importants flux d'air en provoquant des dépressions ou pressions de la masse d'air intérieur ;
- ne pas introduire de produits polluants dans le bâtiment, ni en stocker à proximité des prises d'air. Éviter les parfums chimiques et entêtants au profit d'une aération suffisante. Veiller à ce qu'il n'y ait pas de remontée d'air de parking via des gaines techniques mal scellées par exemple ;
- remplacer les moquettes et tapis par du parquet, du linoléum ou du carrelage, idem pour les plaques de plafond dégradées ;
- réduire le tabagisme et protéger l'air intérieur des fumées ;
- utiliser des écomatériaux et des écoproduits pour les matériaux de construction et réhabilitation, en particulier pour les peintures, adhésifs, solvants, et produits nettoyants. Utiliser des matériaux muraux ou de plafond absorbant le bruit et limitant les échos ;
- préférer le chauffage solaire passif et le refroidissement passif (refroidissement de la structure du bâtiment la nuit) à l'usage intensif de la climatisation active ;
- les travaux lourds d'entretien, agrandissement, etc., devraient se faire, quand c'est possible, durant les périodes de non-occupation, avec une attention portée au nettoyage (ex. : utilisation d'aspirateurs performants ou balayage avec sciure humide, pour ne pas renvoyer les poussières dans l'air) ;
- choisir des systèmes de ventilation et de filtres facile à inspecter et nettoyer ; textile diffuseur ;
- filtrage des matières polluantes par des plantes[28]
- ne pas trop chauffer les salles de cours ou de travail et veiller à ce que l'air y soit renouvelé ; l'augmentation de la température et du taux de CO2 affectent les muqueuses et causent des maux de tête et de la fatigue et une irritation oculaire[12]. Au-delà de certains seuils, la température semble avoir plus d'importance encore que le CO2[29][source insuffisante].

## Différence entre sexes
Il semblerait qu'il existe une différence entre sexes car les femmes signalent plus souvent des symptômes physiques (et non psychosociaux) que les hommes (lesquels associent plus souvent leurs symptômes à la vélocité de l'air ou à l'hygrométrie). Chez les deux sexes, une hygrométrie (humidité relative) inférieure à la fourchette de 15 % à 35 % du seuil de saturation de l'air en vapeur d'eau a été associée à un sentiment d'air trop froid ou trop sec.
Mais on ne dispose pas suffisamment de données scientifiquement validées pour vérifier que cette différence ne cache pas une facilité accrue pour les femmes à se signaler pour cela, soit qu'elles seraient plus sensibles, soit qu'elles seraient plus attentives à leur santé et à celle de leur entourage, les hommes étant censés se montrer plus résistants. Des études suggèrent que les femmes ont un meilleur système immunitaire et sont plus sujettes à la sécheresse des muqueuses et qu'elles développent plus facilement un érythème facial. Elles sont en outre  plus exposées aux parfums et produits de beauté, ainsi qu'à plusieurs facteurs de l'environnement intérieur (elles font plus la vaisselle, la lessive et le nettoyage) et elles sont plus nombreuses à assurer des taches les forçant à passer plus de temps auprès d'une photocopieuse, d'une imprimante, ou d'un ordinateur là où l'histoire des rôles au travail fait que les hommes ont plus souvent un poste de superviseur.